# Коттмар (громада)
Коттмар (нім. Kottmar) — громада в Німеччині, розташована в землі Саксонія. Входить до складу району Герліц.
Площа — 47,16 км2. Населення становить 7206 ос. (станом на 31 грудня 2020).